# 종파 (물리학)

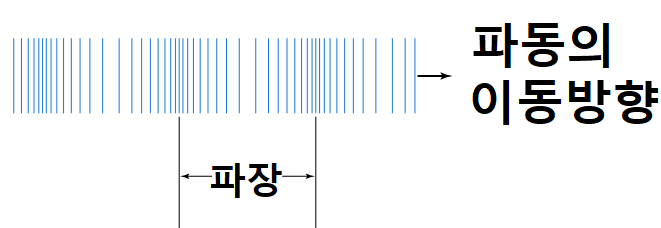
종파에서는 매질의 진동(움직임)이 파동의 방향과 일치한다.

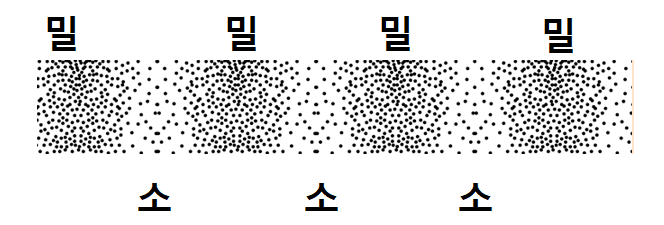
종파에서는 횡파의 마루와 골에 해당하는 부분이 밀과 소이다. 현재 파동의 이동방향은 가로방향이다.

종파(longitudinal wave, 縱波)는 파동의 한 종류로서 에너지가 전달되는 파동의 이동방향과 같은 방향으로 매질의 운동(변위)이 나타나는 파동이다. 횡파의 경우는 매질의 운동방향이 파동방향과 90도를 이룬다. 여기서 縱(세로 종)이란 뜻은 파동의 방향을 매질의 운동방향이 따른 다는 뜻이지 파동의 방향이 세로방향이라는 뜻이 아님에 주의해야한다. 가로/세로의 방향설정은 임의적이기 때문이다(우측의 그림에서도 파동의 방향은 임의로 가로방향으로 나타내고 있다.). 매질은 파동의 이동축을 따라서 압축(compression)되거나 이완(rarefaction)되는데 각각 밀(密)과 소(疎)로 표현하며 밀과 밀 사이, 혹은 소와 소사이가 한 파장을 이룬다. 대표적으로 음파와 지진파중 p파가 있다.
횡파와 마찬가지로 종파에서도 매질의 변위는 사인파로 표현할 수 있으며 기본적으로 단진동이다. 단진동과 마찬가지로 시간에 대한 파동의 방정식은 사인파의 형태를 따른다.
{\displaystyle y(t)=A\sin(2\pi ft+\varphi )=A\sin(\omega t+\varphi )}
A는 진폭, ω는 각속도, {\displaystyle \varphi }는 위상이다.

## 같이 보기
- 파동
- 횡파
- p파
- 사인파
- 단순조화진동